# 분리 천체
| 공명 해왕성 바깥 천체 고전적 카이퍼대 천체 | 산란원반 천체 분리천체 |

태양과의 거리와 궤도 경사로 표시한 해왕성 바깥 천체들로, 거리가 100 AU가 넘는 천체들은 이름이 표시되어 있다.

분리 천체(分離天體, 영어: Detached object)란 소행성체의 궤도역학적 분류 중 하나로서 해왕성 바깥 천체의 일종이다. 분리천체는 태양에 가장 가까운 시기인 근일점 거리가 충분히 멀어서 해왕성을 비롯한 행성들의 중력적 영향을 덜 받는다. 때문에 이들은 태양계 다른 천체들과 "분리"된 것처럼 보인다. 해왕성 바깥 천체들은 해왕성의 중력으로 인한 궤도 공명에 따라 분류하는데, 이런 이유로 분리 천체들은 다른 해왕성 바깥 천체들과 매우 다르다.

## 다른 표현
학술지에서 분리 천체를 가리키는 다른 표현으로는 확장 산란 원반 천체(extended scattered disc object; E-SDO), 원거리 분리 천체(distant detached objects; DDO), 또는, 심원황도탐사에서 사용하는 명칭인 산란확장(scattered–extended) 등이 있다. 이는 천체들의 궤도 요소가 단계적으로 변화하며 분리 천체와 산란 원반 천체를 왔다 갔다할 수 있음을 의미한다.

## 분류
현재까지 소행성체 9개가 확실히 분리 천체인 것으로 판명되었으며, 이 중 가장 크고 멀리 있는 천체는 90377 세드나이다. 근일점이 75 AU보다 큰 분리 천체들은 세드나족으로 따로 분류한다.

## 궤도
분리 천체들의 근일점은 해왕성에 비해 매우 멀다. 분리 천체들의 궤도는 심하게 찌그 러진 경우가 많으며, 궤도 긴반지름이 수백 천문단위까지 늘어나기도 한다. 이 궤도는 해왕성 등 거대 행성들이 섭동시킨 결과라고는 보기 어려우며, 태양계 근처에 항성이 지나갔다는 이론, 해왕성 바깥 행성 이론, 또는 원인이 해왕성 그 자체라는 이론, 떠돌이 행성이 원인이라는 이론 등 추정되는 원인은 다양하다.

## 궤도에 따른 분류
심원 황도 탐사 팀에서는 티세랑 변수를 이용하여, 티세랑 변수 3 이하를 "(해왕성에 섭동되는) 산란 근방 천체", 3 이상을 "산란 확장 천체"로 분류하자고 제안하였다.

## 제 9행성 이론의 뒷 받침
제 9행성 이론에서는 분리 천체들의 궤도를 200 ~ 1200 AU 사이를 도는 가상의 거대 행성이 존재한다면 설명할 수 있다고 주장한다.

## 분류
분리 천체들은 해왕성 바깥 천체의 다섯 분류 중 하나로, 나머지는 고전적 카이퍼대 천체, 공명 해왕성 바깥 천체, 산란 원반 천체, 세드나족이다. 대 부분의 분리 천체들은 근일점이 40 AU 바깥에 있으며, 이 정도면 30 AU 거리에 있는 해왕성의 영향을 적게 받는다. 하지만 산란 원반 천체와 분리천체의 명확한 구별 기준이 없으며, 37 ~ 40 AU 지역에서는 둘 모두에 해당되기도 한다. 양쪽에 해당되는 대표적인 예시는 (120132) 2003 FY128이다.
2003년 발견된 90377 세드나, (148209) 2000 CR105, 2004 XR190 등이 오르트 구름 천체라는 이론과, 분리천체와 오르트 구름 천체의 중간 정도 되는 천체라는 이론이 제기되기도 하였다. 소행성체 센터에서는 세드나를 공식적으로 산란원반 천체로 분류하지만, 발견자인 마이클 E. 브라운은 세드나의 근일점 거리가 76 AU나 되기 때문에 행성들의 영향을 받지 않아 산란 원반 천체로 보기 힘들다고 주장하였다. 최근에는 세드나를 분리 천체로 분류하는 것이 받아들여지고 있다. 이 생각을 확장시켜보면, 목성형 행성들의 중력 교란이 줄어듬에 따라 세드나(근일점 76 AU)와 1996 TL66(근일점 35 AU) 사이쯤에서 새로운 소행성체 분류를 만들 수 있을 것이다.

### 해왕성의 영향
분리천체 분류를 다룰 때 가장 어려운 점은, 약한 궤도 공명이 존재할 수 있을 뿐더러, 혼란스러운 섭동 현상을 계산하기 힘들고, 무엇보다 분리천체에 대해 알려진 정보가 극히 적은 것이다. 분리천체들의 궤도와 궤도 공명 현상을 밝혀냄으로써 목성형 행성들의 형성과 태양계 그 자체의 형성 과정을 더 상세하게 밝혀내는 데 도움이 될 것이지만, 이 천체들의 공전 주기는 300년이 넘으며 관측 가능한 호가 몇 년밖에 되지 않는다. 뒤 배경 별들에 대한 움직임이 매우 느리기 때문에 궤도 공명이 존재하는지를 찾아내려면 몇십 년이 걸리기도 한다. 현재 밝혀진 바로는 2000 CR105가 20:1 공명일 확률이 10%, 2003 QK91가 10:3 공명일 확률이 38%, (82075) 2000 YW134가 8:3 공명일 확률이 84%이다. 한편, 왜행성 후보 천체 (145480) 2005 TB190는 4:1 공명일 확률이 1% 미만이다.

### 해왕성 바깥 가상의 행성의 영향
제 9행성 이론을 주장하는 마이클 브라운은 관측 결과 카이퍼대에서 좀 떨어진 원거리 천체들(a>100 AU, q<42 AU)이 가상의 행성의 영향을 받아 밀집된 것처럼 보인다고 발표하였고, 카를로스 데 라 푸엔테 마르코스와 랄프 데 라 푸엔테 마르코스는 제9행성 가설과 소행성들이 진수관계가 성립할 수도 있다는 것을 밝혀냈으며, 많은 천체들이 긴반지름 약 700 AU의 가상의 제9행성과 5:3 또는 3:1 궤도 공명을 일으킬 것이라고 예상된다.

## 분리천체 목록
이 목록은 "분리 천체 추정 천체"들의 목록으로, 이 천체들은 해왕성이 쉽게 섭동시킬 수 없기 때문에 분리 천체임이 확실시되고 있다. 이 천체들 중에는 세드나족의 정의와 겹치는 천체들도 있다.
| 이름                | 지름 (km) | 절대등급 (H) | 근일점 (AU) | 궤도 긴반지름 (AU) | 원일점 (AU) | 근일점 편각 (°) | 발견 년도 | 발견자                        | 계산 방법 | 주석                 |
| ------------------- | --------- | ------------ | ----------- | ------------------ | ----------- | --------------- | --------- | ----------------------------- | --------- | -------------------- |
| (48639) 1995 TL8    | ≈ 350     | 5.2          | 40.0        | 52.5               | 64.5        |                 | 1995      | A. 글리손                     | 추정됨    |                      |
| (148209) 2000 CR105 | ≈ 250     | 6.1          | 44.0        | 224                | 403         | 316.5           | 2000      | 로웰 천문대                   | 추정됨    | [ 31 ]               |
| (474640) 2004 VN112 | 130–300   | 6.4          | 47.3        | 329                | 610         | 327.2           | 2004      | CTIO                          | 추정됨    | [ 32 ] [ 33 ] [ 34 ] |
| 2004 XR190          | 335–850   | 4.4          | 51.5        | 57.7               | 64          |                 | 2004      | 린네 존스 외                  | 추정됨    | [ 31 ] [ 35 ]        |
| (145480) 2005 TB190 | ≈ 500     | 4.7          | 46.2        | 76.4               | 106.5       |                 | 2005      | A. C. 베커 외                 | 추정됨    |                      |
| 2008 ST291          | ≈ 612     | 4.2          | 42.5        | 98.6               | 154.8       |                 | 2008      | 멕 슈왐브 외                  |           |                      |
| 2010 ER65           |           | 5.4          | 40          | 99.77              | 159.5       | 324             | 2010      | 유럽남방천문대 (라실리아)     |           | [ 36 ]               |
| 2010 GB174          | 242       | 6.6          | 48.5        | 361                | 673         | 347.3           | 2010      | 캐나다-프랑스-하와이 망원경   |           |                      |
| 2013 FT28           |           | 6.7          | 43.6        | 310                | 576.6       | 40.2            | 2013      | 세로 톨롤로 천문대 (라세레나) |           | [ 37 ]               |
| (496315) 2013 GP136 |           | 6.6          | 41.1        | 151.75             | 262.38      | 42              | 2013      | 마우나케아                    |           | [ 38 ]               |
| (500876) 2013 JD64  |           | 8.0          | 42.6        | 72.6               | 102.6       | 177.5           | 2013      | 마우나케아                    |           | [ 39 ]               |
| 2013 YJ151          |           | 5.4          | 40.9        | 72.9               | 104.9       | 142             | 2013      | Pan-STARRS 1, 할레아칼라      |           | [ 40 ]               |
| 2014 FC69           | 300–700   | 4.6          | 40.2        | 73.57              | 106.9       | 191.3           | 2014      | 세로 톨롤로 천문대 (라세레나) |           | [ 41 ]               |
| 2014 FC72           |           | 5.4          | 51.3        | 76.9               | 101         | 32.4            | 2014      | Pan-STARRS 1, 할레아칼라      |           | [ 42 ]               |
| 2014 SR349          |           | 6.6          | 47.6        | 289                | 539.4       | 341.4           | 2014      | 세로 톨롤로 천문대 (라세레나) |           | [ 43 ]               |
| 2014 SS349          |           | 7.6          | 45.5        | 142.3              | 239.2       | 147.8           | 2014      | 세로 톨롤로 천문대 (라세레나) |           | [ 44 ]               |
| (505679) 2014 WT69  |           | 5.7          | 44.5        | 76.7               | 108.8       | 139.56          | 2014      | Pan-STARRS 1, 할레아칼라      |           | [ 45 ]               |

2017년 11월 15일 기준으로, 근일점이 40 AU가 넘고 긴반지름이 50 AU가 넘는 천체는 47개가 발견되어 있다.
| 이름                | 절대등급 (H) | q (AU) | a (AU) | Q (AU)  | 주기 (년) |
| ------------------- | ------------ | ------ | ------ | ------- | --------- |
| 2001 FL193          | 8.7          | 40.25  | 50.27  | 60.29   | 356       |
| 2014 WK509          | 4            | 40.17  | 50.97  | 61.77   | 364       |
| (48639) 1995 TL8    | 5            | 40.04  | 52.29  | 64.54   | 378       |
| 2014 EZ51           | 3.7          | 40.61  | 52.32  | 64.04   | 378       |
| 2002 CP154          | 6.5          | 42.1   | 52.57  | 63.04   | 381       |
| 2014 OJ394          | 5            | 40.67  | 52.76  | 64.86   | 383       |
| 2006 AO101          | 7.1          | 41.92  | 52.92  | 63.93   | 385       |
| 2007 LE38           | 7            | 41.78  | 54.29  | 66.79   | 400       |
| 2005 CG81           | 6.1          | 41.08  | 54.3   | 67.52   | 400       |
| 2013 VD24           | 7.7          | 41.26  | 54.51  | 67.76   | 402       |
| 2015 GP50           | 6.5          | 40.46  | 55.34  | 70.23   | 412       |
| (495603) 2015 AM281 | 4.8          | 41.4   | 55.48  | 69.56   | 413       |
| 2010 DN93           | 4.7          | 45.08  | 55.67  | 66.25   | 415       |
| 2012 FH84           | 7.2          | 42.66  | 56.43  | 70.19   | 424       |
| 2004 XR190          | 4.1          | 51.17  | 57.52  | 63.88   | 436       |
| (82075) 2000 YW134  | 4.7          | 41.24  | 58.14  | 75.03   | 443       |
| 2015 KH162          | 3.9          | 41.46  | 62.19  | 82.91   | 490       |
| 2013 UB17           | 7.0          | 44.50  | 62.2   | 80.00   | 491       |
| 2014 JM80           | 5.5          | 46.01  | 62.69  | 79.37   | 496       |
| 2013 FQ28           | 6            | 45.84  | 63.21  | 80.58   | 503       |
| 2015 FJ345          | 7.9          | 50.7   | 63.21  | 75.72   | 503       |
| (385607) 2005 EO297 | 7.2          | 41.2   | 63.32  | 85.44   | 504       |
| 2004 PD112          | 6.1          | 43.58  | 64.29  | 85.01   | 516       |
| 2014 QR441          | 6.8          | 42.6   | 67.49  | 92.37   | 554       |
| 2009 KX36           | 8            | 44.72  | 67.81  | 90.9    | 558       |
| 2013 JD64           | 8            | 42.61  | 72.85  | 103.1   | 622       |
| 2013 YJ151          | 5.4          | 40.88  | 72.88  | 104.88  | 622       |
| 2014 FC69           | 4.6          | 40.59  | 73     | 105.4   | 624       |
| (145480) 2005 TB190 | 4.5          | 46.2   | 75.2   | 104.2   | 652       |
| 2014 FC72           | 4.5          | 51.68  | 76.32  | 100.96  | 667       |
| 2014 FZ71           | 6.9          | 55.93  | 76.38  | 96.83   | 668       |
| 2008 ST291          | 4.2          | 42.31  | 98.81  | 155.3   | 982       |
| 2010 ER65           | 5            | 40.02  | 100.13 | 160.24  | 1002      |
| 2014 SS349          | 7.6          | 45.46  | 142.37 | 239.28  | 1699      |
| (496315) 2013 GP136 | 6.6          | 41.07  | 154.81 | 268.55  | 1926      |
| 2015 KH163          | 7.9          | 40.07  | 156.54 | 273.02  | 1959      |
| (505478) 2013 UT15  | 6.3          | 43.88  | 195.26 | 346.64  | 2728      |
| (148209) 2000 CR105 | 6.3          | 44.29  | 226.14 | 407.99  | 3401      |
| 2012 VP113          | 4            | 80.49  | 256.64 | 432.78  | 4111      |
| 2014 SR349          | 6.6          | 47.57  | 289    | 530.42  | 4913      |
| 2013 FT28           | 6.7          | 43.6   | 310.07 | 576.55  | 5460      |
| (474640) 2004 VN112 | 6.5          | 47.32  | 317.65 | 587.98  | 5661      |
| 2010 GB174          | 6.5          | 48.76  | 369.73 | 690.71  | 7109      |
| 2015 RX245          | 6.2          | 45.48  | 407.19 | 768.89  | 8217      |
| 90377 세드나        | 1.5          | 76.04  | 499.43 | 922.82  | 11161     |
| 2013 SY99           | 6.7          | 49.91  | 678.96 | 1308.01 | 17691     |
| 2015 KG163          | 8.2          | 40.51  | 810.11 | 1579.71 | 23058     |

## 같이 보기
- 고전적 카이퍼대 천체
- 해왕성 바깥 천체
- 세드나족